# Siège d'Utrecht (1483)
Querelle des Hameçons et des Cabillauds (1350-1490)
Batailles
Modèle:Siège d'Utrecht (1483)
Le Siège d'Utrecht s'est tenu du 23 juin au 31 août 1483 pendant la querelle des Hameçons et des Cabillauds. Cette situation résulte de la lutte entre deux évêques David de Bourgogne et Englebert de Clèves (1462-1526) à propos du Sticht Utrecht. Ce fut la dernière confrontation lors de la Guerre du Sticht, avec le 3 septembre 1483, l'accord de paix qui fut établi.

## Situation
Le 24 décembre 1481, Engilbert de Clèves est reçu avec des acclamations de joie à Utrecht. Il s'installe au palais épiscopal et dans la cathédrale. Il est proclamé ruwaart et protecteur des Terres d'Utrecht. Le 1er janvier 1482, l'évêque officiel David de Bourgogne arrive devant la Porte Catherine d'Utrecht et se voit informé qu'il n'est plus reconnu comme seigneur de la place. David reste alors avec son escorte devant la porte de la cité jusqu'au 21 février 1482, mais, après quelques cas de maladies, il repart vers sa résidence de Wijk bij Duurstede.
Le 21 avril 1483, David de Bourgogne réapparaît à la porte de la cité accompagné d'une petite armée de 300 soldats et 35 cavaliers. Il réussit à prendre le contrôle de la ville par l'entremise probable du clergé qui lui était resté fidèle. À ce moment, Engilbert de Clèves est occupé par les émeutes, entre autres, de Wageningue et de Rhenen. Le 3 mai 1483, un fidèle d'Engilbert, Henri de Zuylen de Nijevelt (nl), profite d'un moment d'inattention de la garde pour prendre la cité. Il chasse les gens de l'évêque et renvoie David de Bourgogne lui-même, terriblement humilié, nu attaché sur un chariot vers Amersfoort. La ville revient donc dans les mains d'Engilbert.

## Siège
En juillet 1483, Maximilien Ier fait le siège d'Utrecht avec une armée de 12 000 hommes et 200 cavaliers. Il soumet la cité à un tir nourri de feux de bengale, de catapultes et d'autres artilleries de divers calibres et vise en particulier les abords de la Porte des Femmes blanches. Une brèche apparaît bientôt dans l'enceinte. Jan III de Montfoort laisse des négociateurs lever le fanion blanc et ensemble avec Zoudenbalch, maire d'Utrecht, et Engilbert de Clèves, ils participent à une audience avec Maximilien. Les négociations semblent se dérouler calmement, mais Van Montfoort veut d'abord informer les bourgeois avant qu'un accord soit conclu. Après que Van Montfoort fut retourné en la cité, cependant, des soldats de Maximilien s'engouffrent avec quelques combats dans la brèche près de la Porte des Femmes blanches sans que Maximilien n'en ait donné l'ordre. Les défenseurs d'Utrecht réussissent à repousser l'assaut et referment l'ouverture dans le mur.
Entretemps, Clèves et Zoudenbalch sont pris et transférés à Gouda, et le siège reprend. Le 5 août, Maximilien perd son commandant, Josse de Lalaing - qui fut touché par un boulet près de la Weerdpoort - mais cela ne sauve pas la cité. Les jours suivants, Maximilien attaque Utrecht si violemment que les habitants effrayés se tournent vers Van Montfoort et le supplient de négocier à nouveau avec Maximilien.

## Conséquences
Une capitulation totale est obtenue par la force le 31 août et un traité de paix est signé le 3 septembre 1483 (quelques sources indiquent le 7 septembre). Une copie de ce traité est conservée sous la forme d'un manuscrit avec la référence Hs. 685, à la Bibliothèque universitaire d'Utrecht. Frédéric d'Egmont, seigneur d'IJsselstein, fut nommé comme nouveau stadholder en remplacement de Josse de Lalaing. Après la prise et la reddition de la ville, Maximilien partit pour Amesfoort pour libérer David de Bourgogne et lui rendre son siège d'évêque d'Utrecht. Engilbert de Clèves fut libéré à Gouda en 1484 et retourna dans sa cité de Clèves. Il deviendra plus tard comte de Nevers, succédant à son grand-père maternel.